# Rei da Cacimbinha
Rei da Cacimbinha (também conhecida como O Rei da Cacimbinha) é uma banda de arrocha de Vitória da Conquista, Bahia, formada em setembro de 2014 por Hélio Pires Medeiros (John Falcão; vocais), Igor Menezes (Jurubeba; teclados) e Zé da Véa (guitarra). Chegou a fama após o sucesso da sua música "Muriçoca" divulgada no YouTube.

## História
Rei da Cacimbinha foi formado no sudoeste da Bahia, em Vitória da Conquista, mas o integrante principal, o vocalista Hélio Pires (John Falcão), é da cidade de Barra da Estiva, que fica localizada na Chapada Diamantina. Com o impulso conquistado rapidamente na internet faz cerca de 20 shows por mês atualmente. Contados em sua carreira musical já gravou um DVD em Messias, Alagoas, para um público de 30 mil pessoas. A banda vem recebendo constantemente notícias de plágio pelo Brasil. No repertório da banda também estão as músicas: "A Muriçoca" "Pop 100", "Meu pai é foda", "Comendo a quilo" e "Vai pegar gelo". "Pop 100" teve seu videoclipe gravado em Recife, Pernambuco.

## Polêmica
Uma polêmica surgiu em torno da banda quando a banda Bonde do Serrote, de Salvador estado da Bahia, passou a acusar O Rei da Cacimbinha de plagiar a música de autoria deles. Segundo Ermínio Félix, vocalista e líder da banda, o grupo do bairro da Ribeira gravou um clipe com referências da Muriçoca ainda em junho de 2014. Ou seja, antes do Rei da Cacimbinha lançar a música "Muricoça".
O empresário do Rei da Cacimbinha, Ludson Gusmão, garante que pode provar que a música é da banda. 
| “ | Quem compôs a música foi John Falcão. Tudo registrado, temos todos os documentos. Vamos entrar com ação de danos morais e propriedade indébita. | ” |

## Discografia

### Álbuns de estúdio
| Ano  | Título                     |
| ---- | -------------------------- |
| 2014 | Rei da Cacimbinha, Vol. 2  |
| 2015 | Rei da Cacimbinha: Ao Vivo |
| 2016 | Duelo dos Bichos           |

## Integrantes
- Hélio "John Falcão" Pires Menezes - vocal
- Igor "Jurubeba" Menezes - teclado
- Zé da Véa - guitarra